# Sowjetischer Fußballpokal 1991/92
Der Sowjetische Fußballpokal 1991/92 war die 51. und letzte Austragung des sowjetischen Pokalwettbewerbs der Männer. Pokalsieger wurde Spartak Moskau. Das Team setzte sich im Finale gegen Titelverteidiger ZSKA Moskau durch. Spartak qualifizierte sich durch den Sieg für den Europapokal der Pokalsieger.

## Modus
An dem Wettbewerb nahmen die 16 Erstligisten, 20 Zweitligisten und 44 Mannschaften der drittklassigen Wtoraja Liga teil.
In der 3. Runde und im Achtelfinale wurden die Sieger in Hin- und Rückspiel ermittelt. Gab es nach beiden Partien Torgleichstand, entschied die Anzahl der auswärts erzielten Tore (Auswärtstorregel). War auch deren Anzahl gleich, fand im Rückspiel eine Verlängerung statt, in der auch die Auswärtstorregel galt. Wurde in der Verlängerung kein Treffer erzielt, musste der Sieger durch ein Elfmeterschießen ermittelt werden.
In den anderen Runden wurden die Begegnungen in einem Spiel entschieden. Stand es in den K.-o.-Spielen nach regulärer Spielzeit unentschieden, wurde das Spiel um zweimal 15 Minuten verlängert. Stand danach kein Sieger fest, wurden der Sieger per Elfmeterschießen ermittelt.

## Teilnehmende Teams
| Wysschaja Liga (16) | Wysschaja Liga (16) | Perwaja Liga (20) | Perwaja Liga (20) |
| --- | --- | --- | --- |
| - Dynamo Moskau - Lokomotive Moskau - Spartak Moskau - Torpedo Moskau - ZSKA Moskau - Ararat Jerewan - Dynamo Kiew - Dinamo Minsk                                                                      | - Dnjepr Dnjepropetrowsk - Metallist Charkow - Metallurg Saporoschje - Pachtakor Taschkent - Pamir Duschanbe - Schachtjor Donezk - Spartak Wladikawkas - Tschernomorez Odessa                                          | - FSK Bukowina Czernowitz - Dynamo Stawropol - Dinamo Suchum - Fakel Woronesch - Geolog Tjumen - Kairat Alma-Ata - Kotajk Abowjan - Kuban Krasnodar - Lokomotive Nischni Nowgorod - Navbahor Namangan - Neftçi Baku | - Neftjanik Fergana - Pārdaugava Riga - Rostselmasch Rostow - Rotor Wolgograd - Schinnik Jaroslawl - Tawrija Simferopol - Tekstilschtschik Kamyschin - Tiligul Tiraspol - Uralmasch Swerdlowsk - Zenit Leningrad - Zimbru Kischinjow |
| Wtoraja Liga (44) | | | |
| - Alga Frunse - Amur Blagoweschtschensk - Asmaral Moskau - Awtomobilist Kokand - Chimik Dschambul - Chimik Grodno - Dynamo Barnaul - Dinamo Brest - Dynamo Brjansk - Dnjepr Mogiljow - Druschba Maikop | - FK Ekibastusez - Gastello Ufa - Göyəzən Qazax - Kamas Nabereschnyje Tschelny - Karpaty Lwow - Kjapas Gjandscha - Köpetdag Aşgabat - Krylja Sowetow Samara - Lori Kirowakan - Meliorator Schymkent - Metallurg Lipezk | - Nart Tscherkessk - Neftjanik Achtyrka - Nywa Ternopil - Nywa Winnyzja - Polissja Schitomir - Sarja Belzy - Sarja Woroschilowgrad - Schachtjor Karaganda - Sokol Saratow - SKA Odessa - Spartak Naltschik          | - Start Uljanowsk - Surchan Termiz - Torpedo Rjasan - Torpedo Wladimir - Torpedo Wolschski - Traktor Pawlodar - Worskla Poltawa - FK Wachsch - Zelinnik Zelinograd - Zement Noworossijsk - Zenit Ischewsk                            |

## 1. Runde
Teilnehmer: 20 Zweitligisten und 44 Drittligisten.
| Datum      |                              | Ergebnis              |                             |
| ---------- | ---------------------------- | --------------------- | --------------------------- |
| 17.04.1991 | Awtomobilist Kokand          | 1:0                   | Amur Blagoweschtschensk     |
| 17.04.1991 | Alga Frunse                  | 2:3                   | Köpetdag Aşgabat            |
| 02.05.1991 | Chimik Dschambul             | 1:0                   | Neftjanik Fergana           |
| 02.05.1991 | Dinamo Brest                 | 0:0 n. V. (6:7 i. E.) | Polissja Schitomir          |
| 02.05.1991 | Dnjepr Mogiljow              | 1:0                   | Zimbru Kischinjow           |
| 02.05.1991 | Neftjanik Achtyrka           | 1:0                   | Pārdaugava Riga             |
| 02.05.1991 | Nywa Winnyzja                | 3:0                   | Tawrija Simferopol          |
| 02.05.1991 | SKA Odessa                   | 1:2                   | Tiligul Tiraspol            |
| 02.05.1991 | Sarja Woroschilowgrad        | 1+:- 1                | Lori Kirowakan              |
| 02.05.1991 | Spartak Naltschik            | 1:0                   | Dynamo Stawropol            |
| 02.05.1991 | Torpedo Wladimir             | 4:0                   | Rostselmasch Rostow         |
| 03.05.1991 | Asmaral Moskau               | 3:1                   | Kuban Krasnodar             |
| 03.05.1991 | Chimik Grodno                | 2:1                   | FSK Bukowina Czernowitz     |
| 03.05.1991 | FK Ekibastusez               | 5:2                   | Uralmasch Swerdlowsk        |
| 03.05.1991 | Gastello Ufa                 | 4:0                   | Fakel Woronesch             |
| 03.05.1991 | Göyəzən Qazax                | 4:3                   | Kjapas Gjandscha            |
| 03.05.1991 | Dynamo Barnaul               | 3:0                   | Geolog Tjumen               |
| 03.05.1991 | Druschba Maikop              | 3:1                   | Dinamo Suchum               |
| 03.05.1991 | Kamas Nabereschnyje Tschelny | 0:1                   | Rotor Wolgograd             |
| 03.05.1991 | Karpaty Lwow                 | 1+:- 1                | Sarja Belzy                 |
| 03.05.1991 | Krylja Sowetow Samara        | 3:2                   | Zenit Leningrad             |
| 03.05.1991 | Worskla Poltawa              | 0:1                   | Nywa Ternopil               |
| 03.05.1991 | Zenit Ischewsk               | 2:0                   | Lokomotive Nischni Nowgorod |
| 03.05.1991 | Meliorator Schymkent         | 3:1                   | FK Wachsch                  |
| 03.05.1991 | Metallurg Lipezk             | 3:1                   | Dynamo Brjansk              |
| 03.05.1991 | Schachtjor Karaganda         | 1:0                   | Zelinnik Zelinograd         |
| 03.05.1991 | Sokol Saratow                | 2:3 n. V.             | Start Uljanowsk             |
| 03.05.1991 | Surchan Termiz               | 0:1                   | Navbahor Namangan           |
| 03.05.1991 | Torpedo Rjasan               | 0:0 n. V. (3:1 i. E.) | Kotajk Abowjan              |
| 03.05.1991 | Torpedo Wolschski            | 3:1                   | Schinnik Jaroslawl          |
| 03.05.1991 | Traktor Pawlodar             | 2:1                   | Kairat Alma-Ata             |
| 03.05.1991 | Zement Noworossijsk          | 3:0                   | Nart Tscherkessk            |

## 2. Runde
Teilnehmer: Die 32 Sieger der 1. Runde
| Datum      |                       | Ergebnis |                       |
| ---------- | --------------------- | -------- | --------------------- |
| 30.06.1991 | Polissja Schitomir    | 4:1      | Chimik Grodno         |
| 01.07.1991 | Krylja Sowetow Samara | 2:1      | Torpedo Wolschski     |
| 01.07.1991 | Neftjanik Achtyrka    | 2:1      | Dnjepr Mogiljow       |
| 01.07.1991 | Rotor Wolgograd       | 4:0      | Start Uljanowsk       |
| 01.07.1991 | Spartak Naltschik     | 5:0      | Sarja Woroschilowgrad |
| 02.07.1991 | Dynamo Barnaul        | 3:0      | FK Ekibastusez        |
| 02.07.1991 | Chimik Dschambul      | 1:0      | Awtomobilist Kokand   |
| 03.07.1991 | Nywa Ternopil         | 3:0      | Nywa Winnyzja         |
| 03.07.1991 | Köpetdag Aşgabat      | 2:0      | Zenit Ischewsk        |
| 03.07.1991 | Navbahor Namangan     | 14:00    | Meliorator Schymkent  |
| 03.07.1991 | Traktor Pawlodar      | 2:0      | Schachtjor Karaganda  |
| 04.07.1991 | Asmaral Moskau        | 1:0      | Torpedo Wladimir      |
| 04.07.1991 | Gastello Ufa          | 2:0      | Göyəzən Qazax         |
| 04.07.1991 | Metallurg Lipezk      | 1:0      | Torpedo Rjasan        |
| 04.07.1991 | Tiligul Tiraspol      | 2:1      | Karpaty Lwow          |
| 04.07.1991 | Zement Noworossijsk   | 2:1      | Druschba Maikop       |

## 3. Runde
Teilnehmer: Die 16 Sieger der 2. Runde und die 16 Erstligisten
| Datum             |                       | Gesamt    |                        | Hinspiel | Rückspiel |
| ----------------- | --------------------- | --------- | ---------------------- | -------- | --------- |
| 03.09./11.11.1991 | Dynamo Barnaul        | 1:3       | Dinamo Minsk           | 1:1      | 0:2       |
| 03.09./11.11.1991 | Tiligul Tiraspol      | 0:5       | Pamir Duschanbe        | 0:1      | 0:4       |
| 04.09./25.11.1991 | Rotor Wolgograd       | 5:4       | Spartak Wladikawkas    | 4:3      | 1:1       |
| 04.09./15.11.1991 | Krylja Sowetow Samara | 5:4       | Torpedo Moskau         | 2:2      | 3:2 n. V. |
| 04.09./15.11.1991 | Neftjanik Achtyrka    | 1:8       | Dynamo Kiew            | 1:4      | 0:4       |
| 04.09./15.11.1991 | Polissja Schitomir    | (a)2:2(a) | Dinamo Minsk           | 2:2      | 0:0       |
| 04.09./16.11.1991 | Traktor Pawlodar      | 3:4       | Lokomotive Moskau      | 3:1      | 0:3       |
| 04.09./17.11.1991 | Asmaral Moskau        | 2:5       | ZSKA Moskau            | 0:2      | 2:3       |
| 04.09./17.11.1991 | Gastello Ufa          | 3:6       | Spartak Moskau         | 2:4      | 1:2       |
| 04.09./17.11.1991 | Köpetdag Aşgabat      | 6:3       | Metallurg Saporoschje  | 5:1      | 1:2       |
| 04.09./17.11.1991 | Metallurg Lipezk      | 1:7       | Pachtakor Taschkent    | 0:0      | 1:7       |
| 04.09./17.11.1991 | Navbahor Namangan     | 2:3       | Metallist Charkow      | 2:0      | 0:3       |
| 04.09./17.11.1991 | Zement Noworossijsk   | 0:5       | Tschernomorez Odessa   | 0:3      | 0:2       |
| 04.09./17.11.1991 | Nywa Ternopil         | 3:1       | Ararat Jerewan         | 3:1      | 1+:- 1    |
| 04.09./17.11.1991 | Spartak Naltschik     | 1:1       | Schachtjor Donezk      | 1:1      | 1-:+ 1    |
| 04.09./17.11.1991 | Chimik Dschambul      | 1:0       | Dnjepr Dnjepropetrowsk | 1:0      | 1-:+ 1    |

## Achtelfinale
| Datum             |                       | Gesamt          |                        | Hinspiel | Rückspiel |
| ----------------- | --------------------- | --------------- | ---------------------- | -------- | --------- |
| 22.11./25.11.1991 | Köpetdag Aşgabat      | 1:2             | Torpedo Moskau         | 0:0      | 1:2       |
| 22.11./25.11.1991 | Metallist Charkow     | 4:2             | Dnjepr Dnjepropetrowsk | 3:0      | 1:2       |
| 22.11./25.11.1991 | Tschernomorez Odessa  | 2:2 (7:6 i. E.) | Schachtjor Donezk      | 2:0      | 0:2 n. V. |
| 22.11./25.11.1991 | Dynamo Kiew           | 2:0             | Dinamo Minsk           | 2:0      | 1+:- 1    |
| 22.11./26.11.1991 | Pachtakor Taschkent   | 3:4             | ZSKA Moskau            | 1:1      | 2:3       |
| 20.02./24.02.1992 | Krylja Sowetow Samara | 1:0             | Rotor Wolgograd        | 0:0      | 1:0       |
| 24.02./20.03.1992 | Dynamo Moskau         | 1:2             | Lokomotive Moskau      | 1:0      | 0:2       |
| 24.02./20.03.1992 | Pamir Duschanbe       | 1+:- 1          | Dinamo Minsk           | +:-      | +:-       |

## Viertelfinale
| Datum      |                       | Ergebnis  |                      |
| ---------- | --------------------- | --------- | -------------------- |
| 20.03.1992 | Krylja Sowetow Samara | 0:1 n. V. | Spartak Moskau       |
| 25.03.1992 | Lokomotive Moskau     | 1+:- 1    | Metallist Charkow    |
| 25.03.1992 | Pamir Duschanbe       | 1+:- 1    | Dynamo Kiew          |
| 25.03.1992 | ZSKA Moskau           | 1+:- 1    | Tschernomorez Odessa |

## Halbfinale
| Datum      |                   | Ergebnis |                 |
| ---------- | ----------------- | -------- | --------------- |
| 16.04.1992 | ZSKA Moskau       | 2:0      | Pamir Duschanbe |
| 17.04.1992 | Lokomotive Moskau | 0:2      | Spartak Moskau  |

## Finale
| Paarung        | Spartak Moskau – ZSKA Moskau |
| Ergebnis       | 2:0 (2:0) |
| Datum          | 10. Mai 1992 |
| Stadion        | Olympiastadion Luschniki, Moskau |
| Zuschauer      | 42.000 |
| Schiedsrichter | Andrei Butenko |
| Tore           | 1:0 Wladimir Bestschastnych (22.) 2:0 Wladimir Bestschastnych (35.) |
| Spartak Moskau | Stanislaw Tschertschessow – Andrei Tschernyschow, Andrei Iwanow, Kachaber Zchadadse, Wiktor Onopko – Waleri Karpin (80. Dmitri Radtschenko), Dmitri Chlestow, Dmitri Popow, Andrei Pjatnizki (73. Raschid Rahimow), Igor Ledjachow – Wladimir Bestschastnych (88. Alexander Tatarkin) Cheftrainer: Oleg Romanzew |
| ZSKA Moskau    | Dmitri Charin – Waleri Minko, Sergei Kolotowkin, Dmitri Bystrow, Oleg Maljukow – Michail Kolesnikow (46. Wassili Iwanow), Denis Maschkarin (50. Alexander Grischin), Alexei Poddubski, Sergei Krutow – Lew Matwejew (25. Ilschat Faisulin), Oleg Sergejew Cheftrainer: Pawel Sadyrin                             |
| Besonderheiten | Dmitri Charin schießt Foulelfmeter über das Tor (45.) |